# Fidèle Agbatchi
Fidèle Agbatchi (* 23. Oktober 1950 in Savè) ist Alterzbischof von Parakou.

## Leben
Fidèle Agbatchi empfing am 7. Januar 1978 die Priesterweihe.
Papst Johannes Paul II. ernannte ihn am 14. April 2000 zum Erzbischof von Parakou. Der Kardinaldekan und Kardinalpräfekt der Kongregation für die Bischöfe, Bernardin Kardinal Gantin, spendete ihm am 10. Juni desselben Jahres die Bischofsweihe; Mitkonsekratoren waren Nestor Assogba, Erzbischof von Cotonou, und Felix Alaba Adeosin Job, Erzbischof von Ibadan.
Von seinem Amt trat er am 4. November 2010 zurück.